# Longuripes altaminor
Longuripes altaminor är en insektsart som beskrevs av Desutter-grandcolas 1993. Longuripes altaminor ingår i släktet Longuripes och familjen syrsor. Inga underarter finns listade i Catalogue of Life.